# Coupe d'Espagne masculine de volley-ball
La Coupe du Roi de volley-ball (Coupe d'Espagne) est une compétition de clubs par élimination directe qui se déroule chaque année en Espagne. Elle a été créée en 1951.

## Historique
La compétition se dénomme d'abord Copa del Generalísimo en hommage au chef de l'État espagnol de l'époque, le général Franco. À la suite des changements politiques, elle devient Copa del Rey (Coupe du Roi, nom identique à celui de la Coupe d'Espagne de football) en 1976. Le recordman des victoires est le Real Madrid avec 12 titres.

## Palmarès
| Année | Vainqueur                |
| 1951  | A.C.D. Bomberos          |
| 1952  | Club Piratas             |
| 1953  | C.D. Hispano Francés     |
| 1954  | Real Madrid              |
| 1955  | A.C.D. Bomberos          |
| 1956  | Real Madrid              |
| 1957  | A.C.D. Bomberos          |
| 1958  | A.C.D. Bomberos          |
| 1959  | C.D. Hernán              |
| 1960  | Real Madrid              |
| 1961  | C.A. Universitario       |
| 1962  | C.A. Universitario       |
| 1963  | Picadero                 |
| 1964  | C.D. Hispano Francés     |
| 1965  | Picadero Damm            |
| 1966  | C.D. Hispano Francés     |
| 1967  | C.D. Hispano Francés     |
| 1968  | C.D. Hispano Francés     |
| 1969  | Real Madrid              |
| 1970  | Atlético Madrid          |
| 1971  | Atlético Madrid          |
| 1972  | Atlético Madrid          |
| 1973  | Real Madrid              |
| 1974  | Atlético Madrid          |
| 1975  | Atlético Madrid          |
| 1976  | Real Madrid              |
| 1977  | Real Madrid              |
| 1978  | Real Madrid              |
| 1979  | Real Madrid              |
| 1980  | Real Madrid              |
| 1981  | Real Madrid              |
| 1982  | Son Amar Palma           |
| 1983  | Real Madrid              |
| 1984  | Son Amar Palma           |
| 1985  | Sanitas C.V.             |
| 1986  | Son Amar Palma           |
| 1987  | Son Amar Palma           |
| 1988  | Son Amar Palma           |
| 1989  | C.V. Guaguas             |
| 1990  | Son Amar Palma           |
| 1991  | C.V. Gran Canaria        |
| 1992  | C.V. Gran Canaria        |
| 1993  | C.V. Gran Canaria        |
| 1994  | Numancia Caja Duero      |
| 1995  | Unicaja Almería          |
| 1996  | C.V. Gran Canaria        |
| 1997  | C.V. Gran Canaria        |
| 1998  | Unicaja Almería          |
| 1999  | Unicaja Almería          |
| 2000  | Unicaja Almería          |
| 2001  | Numancia Caja Duero      |
| 2002  | Unicaja Almería          |
| 2003  | C.V. Elche               |
| 2004  | C.V. Arona Tenerife      |
| 2005  | Son Amar Palma           |
| 2006  | Son Amar Palma           |
| 2007  | Unicaja Arukasur Almería |
| 2008  | Numancia CMA Soria       |
| 2009  | Unicaja Almería          |
| 2010  | Unicaja Almería          |
| 2011  | CAI Voleibol Teruel      |
| 2012  | CAI Voleibol Teruel      |
| 2013  | CAI Voleibol Teruel      |